# 久布巴尔
久布巴尔（Jubbal），是印度喜马偕尔邦Shimla县的一个城镇。总人口37,682（2010年），海拔1,091米。